# Zbigniew Tulin
Zbigniew Tulin (ur. 1 kwietnia 1976 w Opocznie) – polski lekkoatleta, sprinter.

## Kariera
Olimpijczyk z Aten (2004). Zajął tam piąte miejsce w sztafecie 4 x 100 m.
Zawodnik Legii Warszawa. Wcześniej występował w Lechii Tomaszów Mazowiecki. Drugi w sztafecie 4 × 100 m podczas superligi Pucharu Europy w Bydgoszczy w 2004. Podczas Światowych Igrzysk Wojskowych w Hajdarabadzie (2007) zdobył srebro w czasie 39,52 s. Medalista mistrzostw Polski.

## Rekordy życiowe
- bieg na 100 metrów – 10,32 s. (7 września 2001, Grudziądz)[1]
- bieg na 150 metrów – 15,41 s. (29 maja 2002, Bielsko-Biała) 4. wynik w historii polskiej lekkoatletyki[2]
- bieg na 200 metrów – 21,04 s. (2000)